# Belver de los Montes
Belver de los Montes – gmina w Hiszpanii, w prowincji Zamora, w Kastylii i León, o powierzchni 68,55 km². W 2011 roku gmina liczyła 339 mieszkańców.